# Carl von Roland
Carl von Roland, född 30 oktober 1684 i Stockholm, död 4 juni 1761, var en svensk militär.

## Biografi
Han var son till den förmögne köpmannen Roland Eliasson. Den militära banan började när han 1704 tog värvning som dragon hos Magnus Stenbock, han kom att hamna i Carl Lewenhaupts kompani och när belägringen av Poltava började hade han avancerat till löjtnant. Efter katastrofen vid Poltava drog sig svenska armén söderut. Mellan floderna Dnepr och Vorskla blev de instängda och här börjar berättelsen om hans flykt från fångenskap i Ryssland och äventyren han kom att möta på vägen.
Efter den dramatiska flykten kom han i november 1716 hem till Stockholm igen. År 1721 blev han utnämnd till kommendant på Skenäs skans, som till följd av ryssarnas härjningar blivit anlagd för att skydda Norrköping. Den befattningen innehade han till sin död år 1761. Han blev adlad under namnet von Roland 1720.
Roland skrev ned sina minnen från fälttåget och fångenskapen i Ryssland, troligtvis runt 1740-talet. Berättelsen gavs ut av Samuel Ebbe Bring 1914 under titeln Minnen från fångenskapen i Ryssland och Karl XII:s krig baserad på en avskrift i Engeströmska samlingen i Kungliga Biblioteket. En nutida bearbetad och utbroderad historia har givits ut av Tommy Jansson 2004 med namnet Flykten från Ryssland: karolinen Rolands flykt 1709-1716 på Bäckströms förlag.

### Fotnoter
1. ↑  Grimberg, Carl. ”484 (Svenska folkets underbara öden / V. Karl XII:s tid från 1710 samt den äldre frihetstiden 1709-1739)”. runeberg.org. https://runeberg.org/sfubon/5/0498.html. Läst 8 maj 2021.